# Giovanca
Giovanca Desire Ostiana (ur. 22 marca 1977 w Alkmaarze) – holenderska piosenkarka, autorka tekstów i modelka.

## Dyskografia

### Albumy
| Rok  | Tytuł albumu           |
| ---- | ---------------------- |
| 2007 | Unsigned: The Mighty 8 |
| 2008 | Subway Silence         |
| 2010 | While I'm Awake        |

### Single
- 2007: "As Long as We're in Love"
- 2008: "On My Way", "Joyride"
- 2009: "Hypnotize You", "Free"
- 2010: "Drop It"
- 2011: "Wereldwijd orkest"
- 2012: "Lovechild"